# Siedem pięści
Siedem pięści (oryg. tytuł Quan jing) – hongkońsko-chiński film akcji z elementami sztuk walki z 1978 roku w reżyserii Lo Wei.
Film zarobił 2 393 000 dolarów hongkońskich w Hongkongu.

## Fabuła
Nieznana osoba wykrada sekrety Klasztoru Szaolin. Yi-Lang (Jackie Chan) odkrywa błękitne duchy w klasztornej bibliotece.

## Obsada
Źródło: Filmweb

- Jackie Chan – Yi-Lang
- James Tien – Luk
- Yuen Biao
- Dean Shek – uczeń Szaolin
- Li Rung Chuen
- Ching Wong – mężczyzna Luka
- Chih-ping Chiang
- Hsiu-yi Fang
- Hong Hsu
- Kuang Kao
- Ching Fu Li
- Hai Lung Li
- Tung Chun Li
- Wen Tai Li
- Kang Peng
- Kuang Yu Wang
- Yao Wang
- Li-peng Wan
- Te-shan Wu
- Wen-hsiu Wu